# Wolfgang Dauner
Wolfgang Dauner (Stuttgart, Alemania, 30 de diciembre de 1935-Stuttgart, 10 de enero de 2020) fue un pianista, teclista y compositor alemán de jazz fusión, conocido sobre todo como fundador y director de la United Jazz and Rock Ensemble, donde estuvieron músicos como Charlie Mariano, Barbara Thompson, Albert Mangelsdorff y Jon Hiseman, y que se convirtió en la principal big band europea de jazz rock. Trabajó también con músicos como Hans Koller, Volker Kriegel o Ack van Rooyen. Es padre del baterista Florian Dauner, conocido como cabeza del grupo alemán de hip-hop Die Fantastischen Vier.
Falleció a los ochenta  cuatro años el 10 de enero de 2020 en Stuttgart tras padecer una larga enfermedad.

## Discografía
- 1964 Dream Talk, con Eberhard Weber, bajo, y Fred Braceful, batería;
- 1967 Free Action, con Jean-Luc Ponty, violín; Gerd Dudek, saxo tenor; Jürgen Karg, chelo; Eberhard Weber, bajo; Fred Braceful, batería, y Mani Neumaier, batería; MPS Records
- 1969 Rischkas Soul
- 1970 Output
- 1970 Musik Zounds
- 1970 The Oimels
- 1970 Et Cetera
- 1972 This is Wolfgang Dauner
- 1972 Knirsch
- 1973 Et Cetera Live
- 1974 Kunstkopfindianer
- 1978 Changes
- 1984 Solo Piano